# Protet (1913)
Protet – francuski niszczyciel z okresu I wojny światowej. Jednostka typu Bisson. Okręt wyposażony w cztery kotły parowe opalane ropą i turbiny parowe. Zapas paliwa 165 ton. Operował na Morzu Śródziemnym. Z listy floty skreślony w lutym 1933, sprzedany stoczni złomowej w czerwcu 1936 roku.